# سایرن: نفرین خونین
سایرن: نفرین خونین که در ژاپن با عنوان سایرن: نیو ترنسلیشن (به ژاپنی: サイレン:ニュー トランスレーション Sairen:Nyū Toransurēshon) شناخته می‌شود، یک بازی ویدئویی در سبک ترس و بقا و مخفی کاری و سومین قسمت از مجموعه بازی‌های ویدئویی سایرن است که توسط پروژه سایرن برای کنسول پلی‌استیشن ۳ ساخته شده و سونی اینتراکتیو انترتینمنت آن را منتشر کرده‌است. بازی در ژوئیه ۲۰۰۸ بر روی فروشگاه پلی‌استیشن برای استفاده همگان قرار گرفت و یک ماه بعد در ژاپن و در ماه اکتبر و نوامبر به ترتیب در اروپا و استرالیا برای پلی‌استیشن ۳ عرضه شد. سایرن: نفرین خونین یک نسخهٔ بازنگری شده با تغیرراتی در ساختار و محتویات و بخش روندبازی بهبود یافته از نسخهٔ شماره اول بازی سایرن است.
داستان بازی در ۳ اوت سال ۲۰۰۷ آغاز و بر روی یک گروه تلویزیونی آمریکایی تمرکز دارد که به ژاپن سفر کرده‌اند و قصد بررسی اسنادی از افسانهٔ هانودا را دارند، یک روستای ناپدید شده مکانی که در آنجا مردم قربانی می‌شدند و حدوداً سی سال پیش اتفاق افتاده است.

## روندبازی
برای بهتر شدن خط داستانی، خط هدایتگر از نسخه‌های قبل حذف شده‌است و به ۱۲ اپیزود تقسیم شده و هر کدام شامل سناریوهایی موازی و متقاطع برای شخصیت‌های قابل بازی است و دیگر مأموریت ثانوی در بازی برای آزادکردن وجود ندارد.
اکنون سیستم «افزایش دید» یا «سایت جک» دیگر به‌طور خودکار عمل کرده و صفحه را به دو قسمت تقسیم می‌کند که به بازیکن این امکان را می‌دهد که در یک قسمت تصویر موجودات دیگر را ببیند و در دیگر قسمت به بازیه خود ادامه بدهد. به‌طور پیش‌فرض دوربین درون بازی نمای روی شانه شخصیت است، همچنین نمای دوربین اول شخص نیز در بازی تعبیه شده‌است و دستورات تعاملی بین شخصیت قابل بازی با شخصیت غیرقابل بازی بر روی دکمه‌های کنترلر قرار گرفته‌است. در مراحل اشیاهایی به‌طور تصادفی قرار داده شده که اگر ضربه بخورند، شیبیتوهای نزدیک را به خود متوجه کند. شخصیت‌ها می‌توانند برای جلوگیری از وارد شدن شیبیتوها درها را محکم بگیرند یا در حالت مبارزه حرکت کنند. اکنون بعضی از سلاح‌ها می‌توانند با یک ضربه نهایی یک شیبیتو را ناتوان کنند.
آرشیو مطالبی که در آژیر خطر ۲ بود گسترش داده شده که شامل تمام اسناد صوتی و تصویری و همچنین سلاح‌هایی که در طول بازی می‌توان یافت است.

## شخصیت‌ها
هاوارد رایت
هاوارد ۱۸ ساله و متولد ۳۰ ژوئیه سال ۱۹۸۹ که شخصیت اصلی سایرن: نفرین خونین است. او به کمک میاکو خدایی را که توسط امانا زنده شده‌است را شکست می‌دهد. نقش او شبیه به نقش کویویا سودا در نسخهٔ اول بازی است. هاوارد توسط یک پست الکترونیک از طرف سام مونرو که سام ان را به یاد ندارد به روستا کشیده می‌شود. پس از ورود به روستا، سول و ملیسا شاهد مداخلهٔ او در یک مراسم قربانی هستند و بعد از آن توسط یک پلیس که به شیبیتو تبدیل شده دنبال می‌شود. او سپس توسط پلیس شیبیتو که به ظاهر شکستش داده بود تیر می‌خورد و امانا او را پیدا و برای رهایی به او کمک می‌کند. سرانجام هاوارد با میاکو برخورد و او را در روستا همراهی می‌کند. گرچه هنگامی که امانا خاطراتش را به یاد می‌آورد او جسد میاکو را در حال سوختن در مرکز گودالی مملو از آب قرمز می‌بیند. او بعداً توسط روح میاکو راهنمایی و موفق به شکست کایکو می‌شود.
سام مونرو
سام مونرو یک کارشناس فولکلور، استاد دانشگاه در رشتهٔ انسان‌شناسی فرهنگی و همچنین عضو تیم تلویزیونی است که برای دیدن هانودا آمده‌اند. او همسر سابق ملیسا گیل و پدر بلا مونرو است. او در درهٔ ایرازو یک نقاشی پیدا می‌کند که در آن به پیش‌بینی رویدادهای بازی اشاره شده‌است. او در نیمه‌های بازی هنگامی که زمان به عقب بازمی‌گردد به یک شیبیتوی عنکبوتی تبدیل می‌شود. در زمان گذشته به عنوان انسان، او دلیل واقعی نفرین روستای هانودا را در می‌یابد و بازی به پایان می‌رسد در صورتی‌که روستا در سال ۱۹۷۶ در گل و لای مدفن شده‌است. گرچه اسناد نشان می‌دهد که سرانجام جسد مردهٔ او در کهن‌سالی در جنگل پیدا شده‌است. درست قبل از وقایع بازی، سام به سال ۱۹۷۶ رفت و یک پیام را جهت مطمئن ساختن برای هاوارد ارسال کرد که وقایع تکرار می‌شوند.
ملیسا گیل
ملیسا مجری تیم تلویزیونی که به هانودا رفته است و همسر سابق سام مونرو و بلا مونرو است. او بعدها به دنبال دخترش بلا به بیمارستان می‌رود و آنجا سام و سیگو را می‌بیند. سی گو آن‌ها را به کلیسای درهٔ ایرازو راهنمایی می‌کند، جایی که بلا به عنوان یک شیبیتو به پنجرهٔ کلیسا ضربه می‌زند. ملیسا از لحاظ روحی شکسته می‌شود و باعث می‌شود که به گودال مرکزی برود و به سام تذکر می‌دهد که از بلا دور باشد. سپس او دخترش را که شیبیتو است در آغوش می‌گیرد. هنگامی که زمان به عقب بازمی‌گردد او موفق به نجات بلا در بیمارستان می‌شود و با یکدیگر به سمت کوراواری می‌روند جایی که در آن خود را برای حفظ جان بلا از چنگ یک شیبیتو کرم مانند قربانی می‌کند. بعد از اینکه او اینکار را کرد به یک شیبیتو تبدیل می‌شود. در نهایت او با آخرین حس انسانی خود سرانجام جان بلا را از چنگ سول که در اکثر بازی یک شیبیتو است نجات می‌دهد.
بلا مونرو
بلا دختر سام مونرو و ملیسا گیل است. بعد از اینکه او سول جدا می‌شود، برای درخواست کمک در بلندگوی بیمارستان فریاد می‌زند اما سول که اکنون به یک شیبیتو تبدیل شده بود او را تعقیب می‌کند. او به کوراواری فرار می‌کند و به دلیل افتادن از درخت کشته و به شیبیتو تبدیل می‌شود سپس به سمت کلیسا می‌رود و به پنجره ضربه می‌زند. هنگامی زمان به عقب بازمی‌گردد ملیسا به رهایی بلا کمک می‌کند و بلا موفق به فرار و وارد یک خانهٔ متروکه می‌شود که در آنجا یک خانواده که همهٔ آن‌ها شیبیتو بودند زندگی می‌کردند و بلا مجبور به پنهان کردن خود می‌شود. هنگامی که فرار می‌کند ملیسا که اکنون شیبیتو بود او را دنبال می‌کند. بلا سیگو را پیدا می‌کند و برای رفتن به بیمارستان دنبال او و هاوارد که بیهوش بود می‌رود. بعد از آنکه موفق به رسیدن به گودال می‌شوند، بلا از آن‌ها جدا شده و به صدها سال قبل بازمی‌گردد. بعدها معلوم می‌شود که که او بزرگ شده و همان امانا است که از بدن مردهٔ خدا خورده و به یک زندگی ابدی لعنت شده‌است.
سیگو سایگا
او یک دکتر و عضو پذیرفته شدهٔ خانوادهٔ سایگا است (سیگو میتامورا اسم واقعی او است). در ابتدای بازی او یک مراسم قربانی کردن را می‌بیند و بعد از آن شما او را در کمک به سام، ملیسا و هاوارد می‌بینید. در اواخر بازی او یک جسم مربع مانند با نام ارین به هاوارد می‌دهد و با او به جدال می‌پردازد، ظاهراً قدرت ارین باعث آزادی او و ملحق شدن به همدمش یوکی در زندگی پس از مرگ می‌شود. قبل از اینکه زمان بازگردد، سیگو با گذاشتن اسلحه در دهانش و شلیک کردن خودکشی می‌کند و بعد از به عقب برگشتن زمان او جان بلا را از چنگ یک شیبیتو نجات می‌دهد و همچنین هاوارد را به هوش می‌آورد و سپس به کوه گوجاکو می‌رود و ارین را پیدا می‌کند.
سول جکسون
سول فیلمبردار تیم تلویزیونی است که به هانودا رفته‌اند. او در اکثر بازی یک شیبیتو است گرچه در قسمت کوتاهی هم به عنوان انسان ظاهر می‌شود. مطالب آرشیو نشان می‌دهد که او به‌طور مخفیانه عاشق ملسیا گیل بوده‌است. او بعداً به یک شیبیتو عنکبوتی تبدیل می‌شود که بارها برای مونرو مشکل ایجاد می‌کند.
امانا
امانا یک راهبه شرور است کسی که از گوشت مردهٔ خدا تغذیه کرده و به زندگی ابدی لعنت شده‌است. در نهایت مشخص می‌شود که او همان بلا است که رشد کرده و بزرگ شده‌است. بنظر می‌رسد که او از نوعی فراموشی رنج می‌برد که در بازی شاهد رفتارهای خیرخواهانهٔ او در مکان‌هایی خاص هستیم. سرانجام او حافظهٔ از دست رفتهٔ خود را بدست می‌آورد و وقت خود را برای احضار کایکو صرف می‌کند. نقش او مانند نقش هیساکو یائو در نسخهٔ اول این بازی است.
میاکو
میاکو دختری است که نامش نام کشیش و خدای قبلی روستا است و به همین دلیل می‌تواند در مقابل نفرین روستا ایستادگی کند. به هر حال امانا به قربانی کردن او برای احضار کایکو (خدایی جدید) احتیاج دارد. او در طول بازی به هاوارد اعتماد دارد. در یک خانهٔ متروکه میکاکو دست خود و هاوارد را می‌برد تا با ادغام کردن خون خود با او از شیبیتو شدن او جلوگیری کند. هنگامی که او سرانجام قربانی می‌شود روحش برای شکست دادن کایکو به هاوارد کمک می‌کند.

## سانسور
در نسخهٔ آمریکایی سایرن: نفرین خونین صحنهٔ مقدمهٔ بازی سانسور شده است، هنگامی که که مراسم قربانی کردن انجام می‌شود و حرکات اضافی دوربین باعث نامفهوم شدن تصویر می‌شود.

## محتویات اضافی
عرضه سایرن: نفرین خونین در اروپا شامل یک ویدیوی اختصاصی پشت صحنه از ساخت بازی بود که از طریق منوی اصلی دستگاه پلی‌استیشن ۳ می‌توان آن را پخش کرد.

## خانه پلی‌استیشن
اس‌سی‌ای ژاپن استودیو یک مرحلهٔ بازی برای سرویس انجمن پلی‌استیشن ۳ و خانه پلی‌استیشن ۳ برای سایرن عرضه کرد. این مرحله که در بیمارستان سیگو است «بخش ناامیدی» نام دارد. در «بخش ناامیدی» بازیکن می‌تواند بازی کوچکی را انجام دهد به‌طوری‌که باید برای زنده ماندن از چنگ شیبیتو آیتم‌های متنوعی را در بیمارستان جمع‌آوری کند. اگر بازیکن مرحله را با موفقیت به پایان برساند، یک جایزه دریافت می‌کند. سه سناریو متنوع در این بازی کوچک وجود دارد که هرکدام جایزه خاص خودش را دارد که هر جایزه بستگی به نوع شخصیت و جمع‌آوری آیتم‌های خاص دارد. در حال حاضر برای کاربران آسیایی، ژاپنی، اروپایی، استرالیایی و آمریکای شمالی در خانه پلی‌استیشن در دسترس است که در ۱۱ دسامبر ۲۰۰۸ در ژاپن، در ۱۲ فوریه سال ۲۰۰۹ در آسیا و در ۷ می ۲۰۰۹ در شمال آمریکا عرضه شد.

## موسیقی متن
موسیقی متن سایرن: نفرین خونین در ۲۸ ماه آگوست سال ۲۰۰۸ در ژاپن عرضه شد.
| Track list |
| --- |
| 1. Hōshingoeika (Ondes Martenot Edit.) 2. Darkness 3. Fear 4. Frustration 5. The Siren 6. New Revelation: Anxiety 7. Unsettled 8. Euphoria 9. Hōshingoeika (Lyrics I Edit.) 10. Coming Next 11. Tension 12. Ambience 13. Retribution 14. Hōshingoeika (Lyrics Free Edit.) 15. Infiltration 16. Lament 17. Under Cover 18. New Revelation: The Vision 19. Despair 20. Hōshingoeika (Lyrics II Edit.) 21. New Revelation: Reprise 22. Strife 23. Hōshingoeika (Ancient Edit.) 24. New Revelation: Desolation 25. Ritual 26. Showdown 27. Hōshingoeika (Kaiko Edit.) 28. Hōshingoeika New Translation 29. Genocide 30. Game Over 31. Bermuda Love Triangle |

## بازتاب‌ها
| گردآورنده  | امتیاز |
| ---------- | ------ |
| گیم‌رنکینگز | ۷۶٫۹۰٪ |
| متاکریتیک  | ۷۸/۱۰۰ |

| ناشر      | امتیاز |
| --------- | ------ |
| وان‌آپ.کام | A      |
| فامیتسو   | ۳۶/۴۰  |
| گیم‌پرو    | ۴/۵    |
| گیم‌اسپات  | ۷/۱۰   |
| گیم‌اسپای  | ۳٫۵/۵  |
| آی‌جی‌ان    | ۸٫۴/۱۰ |
| ام! گیمز  | ۸۹/۱۰۰ |

سایرن: نفرین خونین به‌طور کلی نقدهای خوبی را دریافت کرده که با میانگین امتیاز ۷۸٪ در وب‌گاه متاکریتیک با ۴۲ نقد و ۷۶٫۹٪ در گیم رنکینگز با ۳۹ نقد است. وب‌گاه آی‌جی‌ان نیز امتیاز ۸٫۴ از ۱۰ به بازی داده است. مجلهٔ ژاپنی فامیتسو نیز امتیاز ۹٬۹٬۹٬۹ به بازی از داده که همان ۳۶ از ۴۰ است.

## همسنگ‌های انگلیسی
1. ↑  Sightjack
2. ↑  over-the-shoulder
3. ↑  First person camera
4. ↑  Howard Wright
5. ↑  Kyoya Suda
6. ↑  Nest Core
7. ↑  Kaiko
8. ↑  Sam Monroe
9. ↑  Irazu
10. ↑  Melissa Gale
11. ↑  Karuwari
12. ↑  Bella Monroe
13. ↑  Seigo Saiga
14. ↑  Seigo Mitamura
15. ↑  Uryen
16. ↑  Yukie
17. ↑  Gojaku
18. ↑  Sol Jackson
19. ↑  Amana
20. ↑  Hisako Yao
21. ↑  Miyako
22. ↑  SCE Japan Studio